# Lista odcinków serialu Mam na imię Earl
Lista odcinków serialu Mam na imię Earl, emitowanego w amerykańskiej telewizji NBC, w latach 2005–2009, a w Polsce od 2007. Powstało łącznie 96 odcinków.

## Sezon 1 (2005−2006)
| N/o | Oryginalny tytuł           | Scenarzysta                     | Reżyser          | Pierwsza emisja      | Pierwsza emisja      |
| N/o | Oryginalny tytuł           | Scenarzysta                     | Reżyser          | USA                  | Polska               |
| --- | -------------------------- | ------------------------------- | ---------------- | -------------------- | -------------------- |
| |                            |                                 |                  |                      |                      |
| 1 | Pilot                      | Greg Garcia                     | Marc Buckland    | 20 września 2005     | 22 września 2007     |
| Earl Hickey, drobny złodziejaszek, kupuje los loterii-zdrapki i wygrywa 100 tys. dolarów. Wiwatując z radości wybiega na ulicę i wpada wprost pod nadjeżdżający samochód, a wiatr unosi zwycięski los, wypuszczony z ręki. W szpitalu zamroczony morfiną Earl podpisuje dokumenty podsunięte mu przez żonę Joy, po czym dowiaduje się, że właśnie zgodził się na rozwód i oddanie Joy ich wspólnej przyczepy mieszkalnej. Wciąż leżąc w szpitalu unieruchomiony Earl ogląda w telewizji talk-show, w którym prowadzący Carson Daly zwierza się, że ma szczęście w życiu, ponieważ zgodnie z zasadami karmy, ile dobra okaże się ludziom, tyle samo otrzymuje się w zamian. Prowadzący mówi, że jest szczęśliwy, ma kochającą rodzinę i pokaźne zarobki dzięki temu, że pomaga innym, dzieli się wszystkim co ma. Te słowa odmieniają Earla. Konstatuje, że ponieważ był zły dla ludzi: od dziecka kradł, poniżał innych, łamał prawo i wszelkie reguły – w chwili kiedy wygrał fortunę na loterii "karma postanowiła mu ją zabrać", bo nie zasłużył na pieniądze. Earl postanawia odwrócić swoje życie o 180 stopni. Spisuje na kartce listę 259 swoich złych uczynków i chce je naprawić, aby obłaskawić karmę. Earl wraz z bratem Randym wprowadzają się do pokoju w motelu. Kiedy Earl sprząta podwórko motelu (naprawiając uczynek numer 136 – "Śmieciłem gdzie popadnie"), niespodziewanie wiatr przywiewa pod jego nogi zwycięski los. Earl jest szczęśliwy, że karma nagradza go za postanowienie poprawy, uśmiech losu utwierdza go w przekonaniu, że musi być dla ludzi dobry i naprawiać świat według swojej listy. Poważne przewinienia zaczyna od numeru 64. – "Dręczyłem Kenny’ego Jamesa". Earl odkrywa, że dorosły Kenny jest gejem, nieśmiałym i samotnym. W zaskakujący nawet dla siebie sposób Earl pomaga Kenny’emu w nabraniu pewności siebie i zabiera go do klubu dla "homoseksualnych Amerykanów", gdzie Kenny umawia się na randkę. |                            |                                 |                  |                      |                      |
| |                            |                                 |                  |                      |                      |
| 2 | Quit Smoking               | Kat Likkel & John Hoberg        | Marc Buckland    | 27 września 2005     | 29 września 2007     |
| Earlowi udaje się połączyć kilka spraw: zaczyna od numeru 112. – "Wynagrodzić Donny’emu Jonesowi, że odsiedział za mnie wyrok". Donny, który w więzieniu nawrócił się i jest teraz bardzo bogobojny niełatwo przyjmuje fakt, że niesłusznie spędził dwa lata za kratkami, lecz z uwagi na nawrócenie, wybacza Earlowi. Jednak matka Donny’ego ma inne zdanie: wyrok dla syna zabrał im dwa lata wspólnego życia, których nigdy nie odzyskają. Earl dopisuje zatem pozycję 260. do listy – "Zabrałem Donny’ego matce na dwa lata". Mama kolegi jest nałogową palaczką. W związku z pozycją 102. – "Dręczyłem i prawdopodobnie zabijałem niewinnych ludzi zmuszając ich do biernego palenia" – Earl wpada na pomysł. Porywa kobietę i zmusza do rzucenia palenia, dla przykładu samemu rzucając nałóg. Terapia szokowa pani Jones przynosi pozytywny efekt. W ten sposób kobieta będzie dłużej żyła i "odzyska" lata rozłąki z synem. Tymczasem o wygranej na loterii dowiaduje się Joy i próbuje zabić Earla by odziedziczyć pieniądze, ale dzięki pomocy Cataliny i Randy’ego udaje mu się ujść z życiem. Mordercze zapędy Joy powstrzymuje wiadomość, że w razie swojej śmierci Earl stanowczo wykluczył ją z dziedziczenia. |                            |                                 |                  |                      |                      |
| |                            |                                 |                  |                      |                      |
| 3 | Randy's Touchdown          | J.B. Cook                       | Marc Buckland    | 4 października 2005  | 6 października 2007  |
| Numer 58. to "Ustawiłem mecz w liceum". Jako zadośćuczynienie Earl chce zwrócić wygrane wtedy sto dolarów bukmacherce. Jedynym sposobem na to jest przegranie tych pieniędzy do niej z powrotem. Lata temu Earl namówił Randy’ego na sabotowanie wysiłków szkolnej drużyny i obstawiając jej porażkę wygrał pieniądze. Wspominając to zdarzenie Earl zdaje sobie sprawę, że skrzywdził brata nakazując mu grać nieudolnie i dopisuje do listy pozycję 261. – "Pozbawiłem Randy’ego możliwości zdobycia przyłożenia". Teraz przy pomocy fortelu znów zapisuje Randy’ego do liceum jako ucznia, aby ten bez problemu zapewnił zwycięstwo nastolatkom. Drużyna wygrywa mecz, Earl "uczciwie" traci postawione w zakładzie pieniądze, a Randy – wygrywa 3 tys. dolarów. Dzięki pieniądzom bracia wykupują z policyjnego parkingu swój samochód zatrzymany za niezapłacone mandaty. To w schowku koło kierownicy Earl trzyma całą wygraną na loterii. |                            |                                 |                  |                      |                      |
| |                            |                                 |                  |                      |                      |
| 4 | Faked My Own Death         | Hilary Winston                  | Tamra Davis      | 11 października 2005 | 3 listopada 2007     |
| W związku z pozycją 84. – "Udawałem własną śmierć" Earl musi odszukać swoją byłą dziewczynę Natalie. Kilka lat temu, nie mogąc wymyślić jak z nią zerwać, wysłał do niej Randy’ego, który przekazał, że Earl utonął, a morze wyrzuciło tylko jego koszulkę. Natalie jest w szoku, ale wybacza Earlowi. Jest szczęśliwa z nowym chłopakiem i planują ślub. Kilka dni później okazuje się, że nowy chłopak skorzystał z pomysłu Earla i również sfingował swoją śmierć dla zerwania związku. Ponieważ Natalie odkrywa, że dwóch mężczyzn wolało udać śmierć, niż być z nią, Earl musi postarać się, aby zyskała pewność siebie i poczucie własnej wartości. |                            |                                 |                  |                      |                      |
| |                            |                                 |                  |                      |                      |
| 5 | Teacher Earl               | Victor Fresco                   | Chris Koch       | 18 października 2005 | 27 października 2007 |
| Earl zostaje nauczycielem angielskiego na kursach dla obcokrajowców starających się o obywatelstwo. Pracuje na skreślenie pozycji 27. z listy "Nabijałem się z ludzi ze śmiesznym akcentem". W motelowym pokoju Earla i Randy’ego zjawia się Ralph, ich kumpel od czasów dzieciństwa i partner w przestępstwach. Ralph, mimo że dopiero co wyszedł z więzienia chce namówić braci na kolejny skok. Earl opowiada mu o karmie, loterii i swojej liście złych uczynków zachęcając do zmiany postępowania. Ralpha jednak najbardziej interesują pieniądze z wygranej. Podstępnie krępuje braci sznurem i zmusza do wydania klucza do bankowej skrytki. Earla i Randy’ego uwalnia... klasa Earla ze szkoły językowej. Grupka imigrantów zaniepokojona nieobecnością nauczyciela trafiła do pokojowego motelu dzięki temu, że kilka dni wcześniej na zajęciach Earl tłumaczył im nazwy kierunków i stron świata posługując się przykładem swojej drogi ze szkoły do motelu. Earl jest dumny z pedagogicznego sukcesu. |                            |                                 |                  |                      |                      |
| |                            |                                 |                  |                      |                      |
| 6 | Broke Joy's Fancy Figurine | Danielle Sanchez-Witzel         | Lev L. Spiro     | 1 listopada 2005     | 20 października 2007 |
| Earl stara się wynagrodzić byłej żonie zniszczenie jej pamiątkowej figurki (numer 153. na liście) podczas głupiej zabawy z bratem. Okazuje się, że figurki nie można po prostu kupić: jest to unikatowe trofeum wygrane w dorocznym "Konkursie Przedsiębiorstwa Balboa i Synowie na Najpiękniejszą Matkę i Córkę". Pokaźną kolekcję figurek ma Shelly Stoker, rywalka Joy od czasów szkoły. Obiecuje Earlowi odstąpić jedną, jeśli pomoże jej i córce przygotować numer na występ w tegorocznej edycji konkursu. Earl poznaje córkę Shelly, która jest nieszczęśliwa z powodu aspiracji matki, zabraniającej małej uczyć się i planującej dla niej karierę miss USA. Earl pomaga dziewczynce w uwolnieniu się od wpływu zaborczej matki pozwalając zranić się w nogę nożem w kluczowym momencie konkursu. Gdy Stokerówny zaprzepaszczają swoje szanse pierwsze miejsce zdobywa... Joy, która też wzięła udział w konkursie. |                            |                                 |                  |                      |                      |
| |                            |                                 |                  |                      |                      |
| 7 | Stole Beer From A Golfer   | Michael Pennie                  | Chris Koch       | 8 listopada 2005     |                      |
| Earl i Randy oddają Scottowi kilkanaście zgrzewek piwa. Przed laty będąc przypadkowo w klubie dla golfiarzy zauważyli, że Scott po zwycięstwie postawił każdemu kolejkę piwa. Odtąd bracia czaili się zawsze w pobliżu pola i "pomagali" piłeczkom Scotta trafiać jak najszybciej do celu. Scott nabierał przekonania, że jest utalentowanym golfiarzem, stawiał kolejne rundy piwa, a Earl i Randy bawili się na jego koszt. Kiedy wyrzucono ich z klubu bo za bardzo narozrabiali przestali "pomagać" piłeczkom Scotta. Ten dzięki fałszywym sukcesom przekonany, że naprawdę ma talent, zrujnował swój związek i stracił pracę, wszystko poświęcając golfowym treningom nad "odzyskaniem formy". Earl pomaga Scottowi odzyskać dziewczynę i posadę. |                            |                                 |                  |                      |                      |
| |                            |                                 |                  |                      |                      |
| 8 | Ruined Joy's Wedding       | Greg Garcia                     | Marc Buckland    | 15 listopada 2005    |                      |
| Joy i Darnell biorą ślub w urodziny Earla, który nie zostaje zaproszony. Zjawia się tam jednak i pijany psuje uroczystość, przypadkowo nokautując Joy uderzeniem piłką w twarz. Numerem 261. na liście zostaje więc "Zepsucie wesela Joy". Próbując naprawić stosunki z byłą żoną, Earl nie szczędzi wysiłków w zaplanowaniu jej niezapomnianego przyjęcia. Na listę trafia jednak również zły uczynek nr 262. "Spędziłem noc z narzeczoną Darnella". Bowiem organizując powtórne wesele, pewnej nocy Joy i Earl za bardzo zbliżają się do siebie "jak za starych dobrych czasów". |                            |                                 |                  |                      |                      |
| |                            |                                 |                  |                      |                      |
| 9 | Cost Dad The Election      | Bobby Bowman                    | Chris Koch       | 22 listopada 2005    |                      |
| Nieudana próba naprawienia błędu 86. – "Buchnąłem samochód jednonogiej dziewczynie", nieoczekiwanie przypomina Earlowi zdarzenie sprzed czterech lat zaznaczone na liście pod numerem 4. – "Zaprzepaściłem szanse ojca na wybór na burmistrza". Earl wbrew woli ojca postanawia rozpocząć w jego imieniu kolejną kampanię wyborczą, która ku zdziwieniu obu Hickeyów zaczyna podobać się mieszkańcom Camden. Kiedy jadą wraz z Randym zarejestrować oficjalnie kandydaturę ojca, powtarza się historia sprzed czterech lat: Earl zostaje zatrzymany za popełnienie wykroczenia drogowego i napaść na policjanta z drogówki. Telewizja nagłaśnia sprawę jako "ponowny chuligański wybryk syna ponownego kandydata na burmistrza". |                            |                                 |                  |                      |                      |
| |                            |                                 |                  |                      |                      |
| 10 | White Lie Christmas        | Timothy Stack                   | Marc Buckland    | 6 grudnia 2005       |                      |
| W związku ze zbliżaniem się Bożego Narodzenia Earla planuje wyjątkowe prezenty dla Joy i jej synków (numer 74. na liście): Randy i Catalina próbują wygrać samochód dla Joy, a Earl szuka prezentów dla Dodge’a i Earla Juniora. Joy zwraca się do Earla z zaskakującą prośbą: aby udawał przed jej rodzicami, że nadal są małżeństwem. Ojciec, który jest rasistą nie może dowiedzieć się, że teraz jej mężem jest czarnoskóry Darnell. Nieoczekiwanie święta stają się czasem odkrycia wielu rodzinnych tajemnic. |                            |                                 |                  |                      |                      |
| |                            |                                 |                  |                      |                      |
| 11 | Barn Burner                | Brad Copeland                   | Ken Whittingham  | 5 stycznia 2006      |                      |
| Earl i Randy wracają na "Ranczo Nauki Słusznych Wyborów", gdzie wysłano ich w dzieciństwie. Wówczas ich zabawy wywołały pożar, który zniszczył stodołę (numer 163.). Pobyt na farmie wywołuje lawinę nieprzewidzianych wypadków: okazuje się, że to Randy zaprószył ogień w stodole, a Earl niesłusznie żył ze świadomością bycia podpalaczem. Wściekły Earl oddaje listę Randy’emu: według niego, całe jego chuligańskie dorosłe życie było konsekwencją tamtego zdarzenia z dzieciństwa. A skoro to Randy podpalił stodołę, on jest odpowiedzialny za złe postępki Earla i sam powinien je naprawiać. |                            |                                 |                  |                      |                      |
| |                            |                                 |                  |                      |                      |
| 12 | O Karma, Where Art Thou?   | Barbra Feldman                  | Michael Fresco   | 12 stycznia 2006     |                      |
| Earl zwraca portfel i pieniądze młodemu chłopakowi, którego okradł w toalecie na stacji benzynowej. Dowiaduje się, że wtedy chłopak wraz z żoną jechali w podróż poślubną, która z powodu kradzieży nie doszła do skutku. Earl decyduje się zastąpić chłopaka przez tydzień w pracy, aby ten mógł zabrać żonę na wymarzoną podróż. Praca to posada sprzedawcy w fast-foodzie, a najgorszy w niej jest kierownik, upokarzający na każdym kroku pracowników. Earl oczekuje, aż karma ukarze kierownika. |                            |                                 |                  |                      |                      |
| |                            |                                 |                  |                      |                      |
| 13 | Stole P's HD Cart          | J.B. Cook                       | Chris Koch       | 19 stycznia 2006     |                      |
| Earl zwraca sympatycznemu staruszkowi Popowi przyczepę do sprzedaży hot-dogów, którą bracia wraz z Ralphem ukradli wiele lat temu i ukryli w lesie. Wielka sieć fast-food, której punkt znajduje się obok miejsca gdzie sprzedaje Pop, postanawia jednak pozbyć się konkurencji i szef restauracji płaci Ralphowi za spalenie przyczepy Popa. Earl z przyjaciółmi najmują się w centrali sieci fast-food, aby ją okraść i zdobyć pieniądze na kupno staruszkowi nowej przyczepy. Pieniądze pomaga odzyskać skruszony Ralph. |                            |                                 |                  |                      |                      |
| |                            |                                 |                  |                      |                      |
| 14 | Monkeys In Space           | Greg Garcia                     | Marc Buckland    | 26 stycznia 2006     |                      |
| Earl znajduje w kronice policyjnej artykuł o swoim koledze Hanku, ujętym w czasie próby napadu z bronią w ręku na sklep monopolowy. Odwiedza kolegę w więzieniu i pyta jak mógłby mu wynagrodzić uczynek numer 18. – "Opowiedziałem nieprzyzwoitą historię na urodzinach Hanka". Kolega prosi o kilka drobnych przysług, które jak się okazuje wymagają wiele wysiłku, a przy okazji pozwalają Randy’emu odnaleźć cel w życiu. |                            |                                 |                  |                      |                      |
| |                            |                                 |                  |                      |                      |
| 15 | Something To Live For      | Kat Likkel & John Hoberg        | Marc Buckland    | 2 lutego 2006        |                      |
| Earl i Randy poznają Philo, młodego chłopaka mieszkającego w przyczepie nieopodal Joy. Zwracają mu kilkanaście galonów benzyny, którą przed laty regularnie podkradali z samochodu Philo. Chłopak chce ze sobą skończyć i zwrot benzyny zupełnie go nie obchodzi. Earl obawia się zezłoszczenia karmy i stara się przy pomocy Randy’ego przywrócić Philo chęć do życia. |                            |                                 |                  |                      |                      |
| |                            |                                 |                  |                      |                      |
| 16 | The Professor              | Danielle Sanchez                | Marc Buckland    | 9 lutego 2006        |                      |
| Earl i Randy jadą na lokalny uniwersytet aby odszukać profesora Alexa Meyersa, któremu ukradli laptop (numer 37.). W trakcie podróży niszczą samochodem przystanek. Trafia on na listę pod numerem 263. Na uniwersytecie Randy szybko aklimatyzuje się w kampusie, a Earl odkrywa, że profesor Meyers to kobieta, w dodatku młoda i bardzo piękna. Zajęty podrywaniem Alex, przekłada z dnia na dzień naprawę przystanku. Karma daje Earlowi się we znaki. |                            |                                 |                  |                      |                      |
| |                            |                                 |                  |                      |                      |
| 17 | Didn’t Pay Taxes           | Michael Pennie                  | Craig Zisk       | 2 marca 2006         |                      |
| Stare rachunki, które znajduje Catalina w czasie sprzątania ich pokoju w motelu uświadamiają Earlowi, że uchylał się od płacenia podatków. Udaje się do ratusza wpłacić zaległe pieniądze, ale urzędnik nie chce ich przyjąć bez przedstawienia dokładnych rachunków, ogólna chęć "spłaty zobowiązań" nie jest żadną podstawą wpłaty do miejskiej kasy. Earlowi nie udaje się nająć do robót publicznych, postanawia więc z Randym podkusić policję do wystawienia mu mandatu. Bracia wdrapują się na dach miejskiego zbiornika na wodę. |                            |                                 |                  |                      |                      |
| |                            |                                 |                  |                      |                      |
| 18 | Dad's Car                  | Brad Copeland & Barbara Feldman | Chris Koch       | 16 marca 2006        |                      |
| Earla i Randy’ego czeka konfrontacja z rodzicami, powodem jest: "Nie wyprawiłem nigdy mamie Dnia Matki". Spotkanie z mamą wywołuje wyrzuty sumienia i na listę Earl dopisuje numer 108. – "Straciłem Mustanga ojca", którego przegrał w wyniku zakładu. Odzyskany samochód jest w fatalnym stanie. Okazuje się, że miał on być prezentem dla Earla i Earl postanawia naprawić ten zły uczynek, wyrządzony samemu sobie. Remont samochodu po raz pierwszy zbliża Earla i ojca. |                            |                                 |                  |                      |                      |
| |                            |                                 |                  |                      |                      |
| 19 | Y2K                        | Hilary Winston                  | Marc Buckland    | 23 marca 2006        |                      |
| Earl, Randy, Joy i Donny Jones zjawiają się w lokalnym hipermarkecie aby zwrócić maszynę wydającą numerki osobom oczekującym w kolejce do kasy. Ukradli ją sześć lat temu, gdy w sylwestra zakradli się do sklepu i postanowili przeczekać tam atak "pluskwy milenijnej". Przewidując koniec świata postanowili urządzić sobie w sklepie własne państwo. Maszyna z numerkami była ich sposobem na głosowanie strategicznych decyzji. "Nowy świat" przyjaciół skończył się 2 stycznia rano, kiedy po cichu wykradli się z pełnego klientów sklepu. W tym samym czasie też do Stanów Zjednoczonych przybyła nielegalnie Catalina. |                            |                                 |                  |                      |                      |
| |                            |                                 |                  |                      |                      |
| 20 | Boogeyman                  | Vali Chandrasekaran             | Eyal Gordin      | 30 marca 2006        |                      |
| Earl pomaga Archiemu, czarnoskóremu nastolatkowi, przezwyciężyć lęk przed ciemnością. Kilka lat wcześniej wraz z Randym i Joy okradli dom rodziców chłopaka. Kiedy nagle w domu zjawili się właściciele, Earl nie zdążył uciec i ukrył się w sypialni chłopca, przez co Archie się przestraszył, biorąc go za straszydło. Próby wyzwolenia Archiego od lęku przed spaniem w ciemności zbliżają go bardzo do Earla. Chłopak ucieka z domu, chcąc zamieszkać w motelu z Earlem, gdyż ojciec się nim nie interesuje. Sądząc, że chodzi o porwanie, ojciec naraża się na niebezpieczeństwo, idąc po Archiego. |                            |                                 |                  |                      |                      |
| |                            |                                 |                  |                      |                      |
| 21 | Bounty Hunter              | Hunter Covington                | Marc Buckland    | 6 kwietnia 2006      |                      |
| W Camden zjawia się Jesse, z którą Earl umawiał się kilka lat temu. Ich związek skończył się, gdy pijany Earl poślubił Joy, po czym w trakcie awantury Joy wybiła jej przednie zęby. Jesse pała żądzą zemsty na Joy: wyrobiła sobie licencję łowcy nagród i chce ją doprowadzić do aresztu za zaległy mandat, a wcześniej wybić zęby za stawianie oporu. Joy prosi Earla o pomoc w ukryciu się przed dziewczyną. Później sama wykreśla z listy numer 141. – "Porzuciłem Jesse i ożeniłem się z Joy", przyznając Earlowi, że specjalnie go upiła, aby zamroczony Earl nie zauważył jej zaawansowanej ciąży i zgodził się na ślub. Dochodzi do bójki obu kobiet. |                            |                                 |                  |                      |                      |
| |                            |                                 |                  |                      |                      |
| 22 | Stole A Badge              | Victor Fresco                   | Marc Buckland    | 27 kwietnia 2006     |                      |
| Earl i Randy znajdują w rzece odznakę policyjną, którą ukradli kilka lat temu w kręgielni. Posługując się odznaką dokonali wielu kradzieży przedstawiając się jako funkcjonariusze na służbie, po czym wyrzucili odznakę do rzeki. Teraz Earl chce zwrócić ją prawowitemu właścicielowi. Jest nim poczciwy Stewart, od kilku lat cierpiący katusze jako posterunkowy oferma, który dał sobie ukraść odznakę. Bardziej od pracy interesuje go gra w kręgle. Earl pomaga mu dokonać właściwego wyboru drogi życiowej. |                            |                                 |                  |                      |                      |
| |                            |                                 |                  |                      |                      |
| 23 | BB                         | Kat Likkel & John Hoberg        | Victor Nelli Jr. | 4 maja 2006          |                      |
| Earl trafia do sądu ukarany za wrzucanie pieniędzy do cudzych parkometrów, co robił jako zadośćuczynienie za kradzieże drobnych z samochodów. Na sali sądowej spotyka Gwen Waters, koleżankę z dzieciństwa, która jest na jego liście pod nr 147. – "Postrzeliłem Gwen z wiatrówki". Słysząc, że wtedy przez niego ostatni raz rozmawiała z ojcem, Earl postanawia odnaleźć pana Watersa i pogodzić go z córką. Próby te są utrudnione, lecz Gwen wystarcza wiedza, że życie ukarało jej ojca za znęcanie się nad rodziną. |                            |                                 |                  |                      |                      |
| |                            |                                 |                  |                      |                      |
| 24 | Number One                 | Greg Garcia                     | Greg Garcia      | 11 maja 2006         |                      |
| Próba naprawienia złego uczynku numer jeden "Ukradłem 10 dolarów klientowi w sklepie" prowadzi Earla do szokującego odkrycia. Przeglądając zapisy z kamery sklepowej ochrony Earl dowiaduje się, że to ten człowiek miał zamiar kupić zwycięski los na loterii i to jego życie powinna odmienić wygrana fortuna. Tak Earl poznaje Paula, któremu zwraca pieniądze z wygranej i obiecuje dopłacić wydaną dotąd kwotę. Earl z Randym zaczynają głodować. Paul stwierdza jednak, że pieniądze zrobiły go gorszym człowiekiem i nie zasługiwał na nie. Po tym, jak zostaje potrącony przez autobus, zwraca wygraną. |                            |                                 |                  |                      |                      |

## Sezon 2 (2006–2007)
| N/o | N/o       | Oryginalny tytuł              | Scenarzysta                                  | Reżyser           | Pierwsza emisja      |
| L.p. | W sezonie | Oryginalny tytuł              | Scenarzysta                                  | Reżyser           | Pierwsza emisja      |
| --- | --------- | ----------------------------- | -------------------------------------------- | ----------------- | -------------------- |
| |           |                               |                                              |                   |                      |
| 25 | 1         | Very Bad Things               | Michael Pennie                               | Marc Buckland     | 21 września 2005     |
| Kłotnia Joy i Darnella przypomina Earlowi, że ma na liście pod numerem 183. wynotowane "Nigdy nie stawałem po stronie Joy". Joy, wściekła na sklep, że nie chce przyjąć z powrotem zniszczonego mebla bez paragonu, postanowiła jako "zastaw" ukraść ciężarówkę z towarem. Wkrótce Joy zjawia się u Earla z prośbą o pomoc w pozbyciu się ciężarówki. Problemy narastają, gdy okazuje się, że na pace ciężarówki znajdował się pracownik. Joy może być oskarżona nie tylko o kradzież, ale również porwanie. |           |                               |                                              |                   |                      |
| |           |                               |                                              |                   |                      |
| 26 | 2         | Jump for Joy                  | Vali Chandrasekaran                          | Chris Koch        | 28 września 2006     |
| Przyjaciele muszą zebrać pieniądze na kaucję za zwolnienie z aresztu Joy. Ostatecznie jedyną możliwością okazuje się zaciągnięcie pożyczki u lokalnego gangstera Chubby’ego. Ekscentryczny Chubby żąda jednej przysługi – aby Earl namówił do powrótu do pracy w jego klubie jedną z tancerek. Okazuje się, że jest to Catalina. Ta jednak ani myśli wracać do pracy w nocnym klubie po to żeby pomóc nie cierpiącej jej Joy. |           |                               |                                              |                   |                      |
| |           |                               |                                              |                   |                      |
| 27 | 3         | Sticks & Stones               | Danielle Sanchez                             | Marc Buckland     | 5 października 2006  |
| Pomagając Catalinie w zabiegach kosmetycznych Earl przypomina sobie o pozycji 91. na liście – "Naśmiewałem się z wąsika Maggie Lester". Earl i Randy składają wizytę Maggie, która mieszka na odizolowanym osiedlu. Maggie zarabia na życie pokazując się w cyrku jako "Kobieta z brodą". Wszyscy jej sąsiedzi tam pracują: niezwykle wysoki mężczyzna, ekstremalnie tęga kobieta, karzeł, mężczyzna bez szyi. Earl i Randy początkowo przerażeni i ubawieni tymi odmiennościami, zaczynają dostrzegać w nich normalnych ludzi, którzy mają takie same uczucia i pragnienia, jak przeciętni Amerykanie. Earl zdaje sobie sprawę, że w dzieciństwie również nabijano się z jego nadmiernego owłosienia i niewiele brakowało, a on również żyłby dziś w izolacji. Postanawia pomóc nowym znajomym w znalezieniu sobie miejsca w społeczeństwie. |           |                               |                                              |                   |                      |
| |           |                               |                                              |                   |                      |
| 28 | 4         | Larceny of a Kitty Cat        | Hilary Winston                               | Millicent Shelton | 12 października 2006 |
| Earl i Randy przed laty ukradli medalowego kota. Teraz chcą go zwrócić prawowitej właścicielce, Judy. Jednak przez kilka lat kot przybrał na wadze i stracił swoje medalowe atuty. Nieoczekiwanie Judy zakochuje się w Randym, a on choć, ma uczulenie na sierść kota, zamieszkuje z nią. Earl sam musi pracować nad przywróceniem kotu formy. |           |                               |                                              |                   |                      |
| |           |                               |                                              |                   |                      |
| 29 | 5         | Van Hickey                    | J.B. Cook                                    | Craig Zisk        | 19 października 2006 |
| Earl reaktywuje kapelę Phish Tahko, którą założyli przed laty z Randym, Ralphem i przygodnie poznanym w fast-foodzie Tomem, starszym mężczyzną. Spotkał Toma w domu starców, w którym Joy pracuje społecznie, aby zdobyć uznanie w oczach sądu podczas zbliżającego się procesu. Tom wyleciał z kapeli już po pierwszym koncercie, ponieważ Earl, Randy i Ralph uznali, że jest za stary i psuje im image. Teraz Tom, jako zadośćuczynienie za doznane przed laty upokorzenie, chce reaktywacji zespołu. Przy okazji pierwszej próby, Tom zdradza wielką tajemnicę Earla, opisaną na liście pod nr. 51. – "Przespałem się z matką Ralpha". Wściekły kolega grozi Earlowi śmiercią, a potem żąda od Earla honorowego rozwiązania: ożenku z jego mamą. |           |                               |                                              |                   |                      |
| |           |                               |                                              |                   |                      |
| 30 | 6         | Made a Lady Think I Was God   | Bobby Bowman                                 | Marc Buckland     | 2 listopada 2006     |
| Joy nadal stara się naprawić jak największą liczbę błędów; odnajduje w zakonie Millie Banks, byłą administratorkę osiedla przyczep, której przed laty dokuczała. Opowiada o tym Earlowi, a on zdaje sobie sprawę, że Millie jest na liście na samym początku jako nr 12. – "Pozwoliłem administratorce sądzić, że słyszy głos Boga", i że powołanie zakonne, które poczuła, jest pewnie wynikiem tamtego oszustwa. Po spotkaniu z Earlem zdruzgotana i wściekła Millie porzuca zakon i wraca na osiedle przyczep odgrywać się na Joy. |           |                               |                                              |                   |                      |
| |           |                               |                                              |                   |                      |
| 31 | 7         | Mailbox                       | John Hoberg & Kat Likkel                     | Michael Fresco    | 9 listopada 2006     |
| Earl i Randy dostarczają listy wyciągnięte ze skrzynki. Do niedawna obaj używali jej jako śmietnika, teraz muszą zwrócić zniszczone przesyłki adresatom. Randy mimowolnie zdradza Joy sekret Darnella opisany w jego zniszczonym liście do rządu: Darnell jest objęty Programem Ochrony Świadków. Sąsiad Earla, Will, wysłał list z oświadczynami do Wendy. Brak odpowiedzi przekonał go, że Wendy nie chce się z nim wiązać i załamał się. Earl obiecuje mu pomóc naprawić sprawę. Jednak sam wpada w oko pięknej Wendy i wcale nie ma zamiaru wyjawić jej, że właściwie to jest emisariuszem Willa. Sprawę prostuje Catalina, aranżując przypadkowe spotkanie tych dwojga. |           |                               |                                              |                   |                      |
| |           |                               |                                              |                   |                      |
| 32 | 8         | Robbed a Stoner Blind         | John Hoberg & Kat Likkel                     | Marc Buckland     | 16 listopada 2006    |
| Lata temu Earl i Randy okradli do ostatniego sprzętu domowego Woody’ego, wiecznie upalonego chłopaka z sąsiedztwa. Dziś Woody wcale nie ma tego braciom za złe, po prostu nie pamięta żadnych wydarzeń z czasów, gdy używał narkotyków. Poza tym jest wolny od trosk materialnych: mieszka w komunie fanatyków zdrowego stylu życia i samowystarczalności. Po tygodniu spędzonym w komunie, Earl zaczyna przejmować się sprawami ochrony środowiska, ale wszystkie jego wysiłki obracają się w niwecz. |           |                               |                                              |                   |                      |
| |           |                               |                                              |                   |                      |
| 33 | 9         | Born a Gamblin' Man           | Victor Fresco                                | Chris Koch        | 30 listopada 2006    |
| Earl chce odpracować regularne zabieranie Kenny’emu drugiego śniadania w szkole podstawowej. Kenny nie chce kilkuset zaległych kanapek, zamiast tego prosi Earla, aby nauczył go bycia męskim. Earl pokazuje Kenny’emu jak spędza wolny czas i mimowolnie robi z niego nałogowego hazardzistę. Co gorsza jemu samemu hazard zaczyna uderzać do głowy, co sprowadza nieszczęście na Catalinę. Któregoś razu w ferworze licytacji nie chce wyjść z nielegalnej walki zwierząt i daje Catalinie kluczyki do auta, aby sama pojechała do pracy. Policja zatrzymuje Catalinę do rutynowej kontroli. Niemająca zielonej karty dziewczyna zostaje natychmiast deportowana. |           |                               |                                              |                   |                      |
| |           |                               |                                              |                   |                      |
| 34 | 10        | South of the Border. Part Uno | Michael Pennie                               | Michael Fresco    | 7 grudnia 2006       |
| Deportacja Cataliny zostaje zapisana jako zły uczynek numer 269. Bracia, z przygodami, lecą do Meksyku. Na miejscu muszą spieszyć się na autobus do wioski Cataliny. Kursuje jeden na cały dzień, Earl proponuje więc odpuścić dzisiejszy, zjeść i odpocząć. Randy niecierpliwi się i bracia biją się. W autobusie Earl zdaje sobie sprawę, że Randy darzy Catalinę szczerym uczuciem. Kiedy chce przeprosić Randy’ego, na autobus napadają bandyci i Earl zostaje porwany dla okupu. |           |                               |                                              |                   |                      |
| |           |                               |                                              |                   |                      |
| 35 | 11        | South of the Border. Part Dos | Danielle Sanchez                             | Marc Buckland     | 7 grudnia 2006       |
| Rozdzielonym braciom udaje się dotrzeć niemal w tym samym momencie do Cataliny. Ona pierwsza dostrzega Earla, więc Randy jest urażony, że to nie on został wybawcą ukochanej. Jedynym sposobem na powrót Cataliny do Camden jest małżeństwo. Earl, znając uczucia brata, wymiguje się od zaszczytnego obowiązku. Randy staje z Cataliną na ślubnym kobiercu, ale nie decyduje się jej wyznać, że naprawdę ją kocha. Jako "pan i pani Hickey" oficjalnie przekraczają granicę. |           |                               |                                              |                   |                      |
| |           |                               |                                              |                   |                      |
| 36 | 12        | Our "Cops" Is On              | Timothy Stack                                | Ken Whittingham   | 4 stycznia 2007      |
| Monotonię popołudnia w barze "Crab Shack" urozmaica powtórka nakręconego przed laty w Camden odcinka policyjnego serialu dokumentalnego "Gliny". Mieszkańcy Camden po raz kolejny z dumą obserwują się na ekranie. Bracia Hickey i Joy porywają radiowóz wraz z kamerzystą; Darnell zostaje nakryty jako plantator marihuany; aktor Timothy Stack jest przyłapany na jeździe samochodem po pijanemu; Donny Jones zakłóca spokój obnażając się na trawniku przed domem. Po programie mieszkańcy Camden są dumni, że wystąpili w tv i nie przejmują się, że pokazano ich w niekorzystnym świetle. |           |                               |                                              |                   |                      |
| |           |                               |                                              |                   |                      |
| 37 | 13        | Buried Treasure               | Erika Kaestle & Patrick McCarthy             | Eyal Gordin       | 11 stycznia 2007     |
| Earl z Randym odwiedzają osiedle przyczep. Chcą wykopać ukradzione z biblioteki zabytkowe sztućce, które jako wyjątkowo trefny towar nie do upłynnienia, schowali wiele lat temu. Earl nie wie, że przed nim wykopał je Randy. Okazuje się, że Randy’ego ubiegła Joy. Również nieświadoma, że jej "skarb" wykopał i oddał do biblioteki Darnell. Nie znalazłszy zastawy Earl idzie do biblioteki wpłacić pokaźny datek jako zadośćuczynienie. W bibliotece spostrzega, że zniszczone przez ciągłe zakopywanie w ziemi sztućce są eksponowane jako "wykopalisko z epoki brązu". |           |                               |                                              |                   |                      |
| |           |                               |                                              |                   |                      |
| 38 | 14        | Kept a Guy Locked in a Truck  | John Hoberg & Kat Likkel                     | Eyal Gordin       | 18 stycznia 2007     |
| Earl zatrzaskuje się w łazience, potem w samochodzie. Domyśla się, że to Karma chce mu dać do zrozumienia, że powinien zająć się Joshem, chłopakiem, którego Joy porwała razem z ciężarówką, a potem chciała zabić. Okazuje się, że Josh niedawno zmarł. Jedynym sposobem na wyrównanie mu złego uczynku, jest wyprawienie mu uroczystego pogrzebu. Niestety, wydaje się, że chłopaka nikt w Camden nie znał i Earl ma problemy z nadaniem pogrzebowi odpowiedniej rangi. Pokój po zmarłym Joshu wynajmują Catalina i Randy. Muszą zamieszkać razem dopóki urzędnicy wydziału emigracyjnego nie uwierzą, że ich małżeństwo to nie próba wyłudzenia obywatelstwa. |           |                               |                                              |                   |                      |
| |           |                               |                                              |                   |                      |
| 39 | 15        | Foreign Exchange Student      | Mike Mariano                                 | Marc Buckland     | 1 lutego 2007        |
| Earl zaprasza do Camden Pierre’a, Francuza, który w dzieciństwie chodził do podstawówki w Camden. Wyjechał z miasteczka w pośpiechu, gdy mały Hickey zagroził mu uduszeniem. Dziewczynki w klasie szalały za Pierre’em, czego mały Earl nie mógł znieść. Dorosły Pierre jako zadośćuczynienie żąda od Earla pomocy w spełnieniu planu sprzed lat: pocałowania wszystkich ładnych dziewczynek w klasie. Randy publicznie wyznaje miłość Catalinie. Ta zaskoczona rzuca mu się na szyję, choć naprawdę czuje do niego tylko wdzięczność i sympatię. |           |                               |                                              |                   |                      |
| |           |                               |                                              |                   |                      |
| 40 | 16        | Blow                          | J.B. Cook                                    | Victor Nelli Jr.  | 8 lutego 2007        |
| Earl pomaga czarnoskórej zapaśniczce Liberty Washington w zdobyciu angażu do profesjonalnej ligi wrestlingowej. Kilka lat temu razem z Joy i Randym okradli ją i zadłużając jej kartę kredytową spowodowali wiele szkód w jej życiu. Joy nie wie, że tak naprawdę Liberty jest jej przyrodnią siostrą. A dziewczyny szczerze nie cierpią się już od czasów podstawówki. Szczera rozmowa po latach pozwala im naprawić swoje relacje. Joy decyduje się zostać zastępczą matką dziecka Liberty, która na razie chce zaangażować się w karierę sportową. |           |                               |                                              |                   |                      |
| |           |                               |                                              |                   |                      |
| 41 | 17        | The Birthday Party            | Hilary Winston                               | Eyal Gordin       | 15 lutego 2007       |
| Przyjęcie urodzinowe Earla w "Crab Shack" okazuje się prawdziwym niewypałem. Wszyscy goście wspominają w przemówieniach nie przemianę Earla i jego pragnienie czynienia dobra, ale jego niegodziwe postępki sprzed lat. Załamany Earl wymyka się chyłkiem z baru. Na parkingu przed motelem dopada go Didi, jednonoga dziewczyna, której ukradł samochód. Zakochana w Earlu Didi, potem okradziona i porzucona, w urodziny chce mu wymierzyć sprawiedliwość. Earlowi z trudem udaje się schronić w pokoju hotelowym, w którym czeka go kolejne wyzwanie. |           |                               |                                              |                   |                      |
| |           |                               |                                              |                   |                      |
| 42 | 18        | Guess Who’s Coming Out of Joy | Greg Garcia                                  | Michael Fresco    | 22 lutego 2007       |
| Ciąża Joy z dzieckiem z przyrodniej siostry przypomina Earlowi jak po urodzeniu nieślubnego Dodge’a oczekiwał na swoje pierwsze dziecko z nią. Wybrał zawczasu imię dla pierworodnego – Earl Junior. Tymczasem zdradzająca go z Darnellem Joy urodziła czarnoskóre niemowlę. Wściekły, oszukany Earl, wpadł w furię i przeżył prawdziwe załamanie. Nieoczekiwanie to jego ojciec, wobec którego był tak niewdzięczny, pomógł mu uspokoić się i przekonać go, że nie powinien porzucić Joy, tylko wspierać ją w wychowywaniu jej synów. |           |                               |                                              |                   |                      |
| |           |                               |                                              |                   |                      |
| 43 | 19        | Harassed a Reporter           | Brad Copeland & Barbara Feldman              | Chris Koch        | 12 kwietnia 2007     |
| Spędzający bezsenną noc na oglądaniu telewizji Earl widzi na ekranie zapowiadającą pogodę Nicole. Nicole kilka lat temu była obiecującą reporterką lokalnej tv, ale Earl i Randy zniszczyli jej karierę. Po tym jak przypadkowo dostali się na wizję w czasie emitowania jej materiału, celowo przeszkadzali jej w pracy, aranżując nieprawdziwe wydarzenia tylko po to żeby powygłupiać się w tv. Szefowie ukarali Nicole za nieumiejętną realizację materiałów na żywo. Teraz Earl musi pomóc Nicole w zrealizowaniu reportażu, który dałby jej szansę na powrót do ekipy dziennikarskiej. Nicole tendencyjnie montuje materiał o liście i nawróceniu Earla, przedstawiając go jako bezrobotnego, który opiekuje się niedorozwiniętym umysłowo bratem. |           |                               |                                              |                   |                      |
| |           |                               |                                              |                   |                      |
| 44 | 20        | Two Balls, Two Strikes        | Bobby Bowman                                 | Victor Nelli Jr.  | 19 kwietnia 2007     |
| W Camden zjawia się dawno nie widziany Little Chubby, wredny młodzieniec, którego wszyscy się boją. Po tym jak Richard Chubby, lokalny gangster, postrzelił się śmiertelnie, Little Chubby ma przejąć interesy ojca. Nieoczekiwanie po dawnym Little Chubbym nie ma śladu: teraz jest przyjazny ludziom, pomocny, nawet tancerkom w nocnym klubie ojca funduje szereg udogodnień i ubezpieczenie zdrowotne. Wszystko zmierza ku dobremu do czasu, gdy Earl postanawia opowiedzieć Little Chubby’emu o liście i spełnić dla niego jeden dobry uczynek. Kilka lat temu zamaskowany Earl napadł na znienawidzonego Little Chubby’ego. |           |                               |                                              |                   |                      |
| |           |                               |                                              |                   |                      |
| 45 | 21        | G.E.D.                        | Hunter Covington                             | Michael Fresco    | 26 kwietnia 2007     |
| Rozmowa z Darnellem i Cataliną uświadamia Earlowi, że powinien właściwie wpisać na listę samego siebie. Dopisuje do listy rozbudowany punkt 273. – "Nie dałem sobie szansy osiągnięcia czegokolwiek w życiu: a) nie skończyłem szkoły, b) nigdy nie pracowałem, c) nie mam własnego domu". Earl wraca do szkoły. Przekonuje się tam, że dawne "niewinne" żarty uczniów takich jak on, nauczyciele wspominają z rozrzewnieniem. Dzisiaj uczniowie terroryzują grono pedagogiczne w naprawdę groźne sposoby. Nauczyciele obiecują pomóc Earlowi w przygotowaniu się do matury, jeżeli on pomoże im opanować rozwydrzone dzieciaki. |           |                               |                                              |                   |                      |
| |           |                               |                                              |                   |                      |
| 46 | 22        | Get a Real Job                | Patrick McCarthy & Erika Kaestle             | Ken Whittingham   | 3 maja 2007          |
| Kolejny etap w naprawianiu krzywdy wyrządzonej samemu sobie to zdobycie pracy. Po paru dorywczych zajęciach, Earl i Randy na dłużej zatrudniają się w magazynie sklepu ze sprzętem AGD. Earl jest sumiennym pracownikiem i szef bardzo go chwali. W Earlu budzi się ambicja, chciałby awansować z magazynu na stanowisko sprzedawcy. Szef, będąc świadkiem swobodnej rozmowy Earla z klientką, postanawia dać mu szansę. Jednak wszyscy przeszkadzają mu w wykorzystaniu jej: kumple z magazynu uważają, że zdradził ich i wypiął się na pracowników fizycznych, a sprzedawcy są zazdrośni o sukcesy nowego kolegi. |           |                               |                                              |                   |                      |
| |           |                               |                                              |                   |                      |
| 47 | 23        | The Trial                     | Timothy Stack Mike Mariano V. Chandrasekaran | Michael Fresco    | 10 maja 2007         |
| Nadszedł dzień procesu Joy, oskarżonej o kradzież, napaść na pracownika sklepu i porwanie go. Earl i Randy wynajmują mieszkanie, co ma być początkiem nowego rozdziału w ich życiu. Earl zakochuje się w Ruby, głuchoniemej prawniczce Joy. Ta, gdy przekonuje się, jak bardzo udał się Earlowi zmienić na lepsze, uznaje, że będzie on idealnym świadkiem dla ławy przysięgłych. Bazując na jego losie, Ruby chce przekonać ławę, że nie powinno się zamykać Joy, tylko dać jej szansę na naprawienie swoich błędów. Związek Ruby i Earla kończy się gwałtownie, gdy on wyjawia jej, że przed laty, wykorzystując jej głuchotę okradli ją z Randym, gdy spała. W sądzie Earl kwieciście opisuje swoje odmienione życie. Udaje mu się zyskać przychylność ławy przysięgłych. Ruby udowadnia, że zapis nagrania z kamery przemysłowej nie dowodzi winy Joy, bo jest niekompletny. Porwany Josh nie żyje i dlatego jego zeznania w śledztwie nie mogą być dowodem dla sądu. Wtedy oskarżenie wyciąga z archiwum nagrania z policyjnej linii dla ofiar przemocy domowej. W czasie burzliwego małżeństwa z Joy, Earl wiele razy wzywał policję do krewkiej małżonki. Na nagraniach obszernie relacjonował, że Joy, kradnie, próbuje go zabić, niszczy jego mienie itp. Earl zdając sobie sprawę, że to jego słowa pogrążą Joy, postanawia przyznać się do wszystkiego: że to on ukradł ciężarówkę, więził pracownika sklepu, a przemocy domowej sam się dopuszczał, na policję dzwoniąc tylko po to, by oczernić Joy. Zostaje natychmiast zaaresztowany. |           |                               |                                              |                   |                      |

## Sezon 3 (2007–2008)
| N/o | N/o       | Oryginalny tytuł                                        | Scenarzysta                          | Reżyser         | Pierwsza emisja      |
| L.p. | W sezonie | Oryginalny tytuł                                        | Scenarzysta                          | Reżyser         | Pierwsza emisja      |
| --- | --------- | ------------------------------------------------------- | ------------------------------------ | --------------- | -------------------- |
| |           |                                                         |                                      |                 |                      |
| 48 | 1         | My Name is Inmate 28301-016 (Part 1)                    | Michael Pennie                       | Michael Fresco  | 27 września 2007     |
| Earl zostaje skazany na dwa lata więzienia. Na początku krótko dzieli celę z najlepszym kumplem Ralphem. Gdy ten ucieka, Earl trafia ze spokojnego oddziału ogólnego na ten dla niebezpiecznych skazańców. Sposób na przetrwanie podpowiada mu inny kumpel z podwórka, Sonny, radzący Earlowi by był "niewidzialnym" i chował się za innymi. Szczególnie musi chować się przed najgroźniejszym z więźniów, Glennem. To Earl w dzieciństwie, wykorzystując jego naiwność, doprowadził do pierwszego aresztowania chłopca i pobytu w poprawczaku. Glenn obwinia Earla za całe nieudane życie i postanawia go zabić. |           |                                                         |                                      |                 |                      |
| |           |                                                         |                                      |                 |                      |
| 49 | 2         | My Name is Inmate 28301-016 (Part 2)                    | Kat Likkel & John Hoberg             | Michael Fresco  | 27 września 2007     |
| W czasie widzenia Joy obiecuje Earlowi opiekować się Randym, w podziękowaniu za wzięcie przed sądem jej winy na siebie i ocalenie od więzienia. Earl może bezpiecznie porozmawiać z Glennem, gdy ten zamknięty jest w izolatce. W głębi duszy groźny bandyta Glenn tak naprawdę tęskni do bycia skautem. Tylko to liczyło się dla niego zanim tak fatalnie dał się wykorzystać Earlowi. Zmęczony pobytem w izolatce Glenn prosi by jako zadośćuczynienie Earl pomógł mu w odzyskaniu skautowskiego mundurka i sprawności. Randy dostaje od Joy bolesną, ale skuteczną szkołę samodzielności. Jego pierwszą dorosłą decyzją jest kradzież samochodu, bo przypuszcza, że jako przestępca trafi do więzienia i będzie znów razem z bratem. |           |                                                         |                                      |                 |                      |
| |           |                                                         |                                      |                 |                      |
| 50 | 3         | The Gangs of Camden County                              | Victor Fresco                        | Michael Fresco  | 4 października 2007  |
| Naczelnik więzienia, przekonany o zdolnościach pedagogicznych Earla, powierza mu zadanie doprowadzenia do pogodzenia dwóch zwaśnionych gangów, Czarnych i Latynosów, terroryzujących więźniów. Za sprowadzenie Glenna na dobrą drogą Earl dostał od naczelnika skrócenie wyroku o tydzień. Teraz nagrodą ma być miesiąc wolności. Randy, któremu nie udało się zostać przestępcą, bo jego kradzieży nikt nie zauważył, uczy się do testu na strażnika więziennego. |           |                                                         |                                      |                 |                      |
| |           |                                                         |                                      |                 |                      |
| 51 | 4         | The Frank Factor                                        | Greg Garcia                          | Greg Garcia     | 11 października 2007 |
| W czasie widzenia Joy poznaje w jednym z więźniów Franka, dawnego mieszkańca Camden i barmana z Crab Shack. Kilka lat temu, Earl i Randy, wyrzuceni z domu przez rodziców wynajęli od Franka kuchnię w jego przyczepie. Frank i jego drugi współlokator zaproponowali braciom wspólny skok. Gdy Earl upił się i brał ślub z Joy, a Randy zagapił się w telewizor, Frank i jego latynoski kumpel musieli jednak sami napaść na kasyno. Ponieważ nie pojawili się z powrotem w mieście i nie dali znaku życia, Earl był przekonany, że skok się udał i uciekli z pieniędzmi za granicę. Korzystając z nieobecności Franka Earl zamieszkał ze świeżo poślubioną Joy w jego przyczepie. Teraz Frank wyjaśnił obojgu, że skok udał się, ale spowodowali wypadek samochodowy, zostali ujęci i skazani. Joy wypomina Earlowi, że to nie on ocalił ją przed więzieniem, ale ona jego, bo odsiadywałby 20 lat za napad, gdyby lata temu nie zabrała go pijanego do Las Vegas, by wziąć ślub. |           |                                                         |                                      |                 |                      |
| |           |                                                         |                                      |                 |                      |
| 52 | 5         | Creative Writing                                        | Bobby Bowman                         | Chris Koch      | 18 października 2007 |
| Earl ma trudności z odrobieniem zadania z kursu pisania opowiadań. Inni więźniowie tworzą jak najbardziej fantastyczne fabuły, a Earlowi nic nie przychodzi do głowy. W ostatniej chwili, stojąc przed klasą, wpada na pomysł opowiedzenia o dniu jaki chciałby spędzić na wolności: spotkaniu z przyjaciółmi i zwykłym lenistwie. |           |                                                         |                                      |                 |                      |
| |           |                                                         |                                      |                 |                      |
| 53 | 6         | Frank's Girl                                            | Danielle Sanchez                     | Eyal Gordin     | 25 października 2007 |
| Przebywający w izolatce Frank prosi Earla, by poszedł za niego na widzenie intymne z Billie, jego dziewczyną, i przekazał jej wiadomość. Ta, wskutek nieporozumienia nie chce słuchać Earla, i każe przekazać Frankowi, że z nim zrywa. Zanim Frank zda sobie sprawę, że Billie to miłość jego życia, będą próbowali z Earlem umówić się na randkę przez internet. |           |                                                         |                                      |                 |                      |
| |           |                                                         |                                      |                 |                      |
| 54 | 7         | Our Other "Cops" Is On! (Part 1)                        | Tim Stack                            | Ken Whittingham | 1 listopada 2007     |
| Randy jako strażnik więzienny nie ma łatwego życia. W świetlicy więźniowie ignorują polecenie Randy’ego, aby udali się spać i postanawiają oglądać telewizję. Lokalny program nadaje powtórkę serialu dokumentalnego "COPS". Przypadek zrządza, że jest to kolejny odcinek nakręcony przed laty w Camden. Wśród mieszkańców pojawiają się znani więźniom bracia Hickey. |           |                                                         |                                      |                 |                      |
| |           |                                                         |                                      |                 |                      |
| 55 | 8         | Our Other "Cops" Is On! (Part 2)                        | Vali Chandrasekaran                  | Ken Whittingham | 1 listopada 2007     |
| "Policjanci z Camden mają wyjątkowo gorący dzień 4 lipca. Na pikniku z okazji święta narodowego ginie specjalny sprzęt antyterrorystyczny, przysłany do miasta po zamachach z 11 września. Za kradzież odpowiedzialni są bracia Hickey, którzy próbują uciec przed sprawiedliwością skradzionym radiowozem" – fabuła odcinka serialu "COPS" bardzo przypadła więźniom do serca. Zobaczywszy jak bracia Hickey wodzili za nos policję, zaczynają traktować z szacunkiem Earla i Randy’ego. |           |                                                         |                                      |                 |                      |
| |           |                                                         |                                      |                 |                      |
| 56 | 9         | Randy In Charge (...Of Our Days and Our Nights)         | Mike Mariano                         | Eyal Gordin     | 8 listopada 2007     |
| Cieniem na braterskie relacje rzucają się zależności formalne: Randy jako strażnik może nie tylko wydawać polecenia Earlowi, ale i surowo je egzekwować. I gdy więzienna grupa teatralna kierowana przez Earla ma pojechać z przedstawieniem do szkoły, Randy złośliwie osadza Earla w izolatce. Jednak sama władza to nie wszystko, przywilej nakazywania niesie ze sobą także odpowiedzialność za ich skutki. A podczas wyprawy Randy nakazuje więźniom udać się do cukierni po lody dla całej grupy. Kończy się to ucieczką. |           |                                                         |                                      |                 |                      |
| |           |                                                         |                                      |                 |                      |
| 57 | 10        | Midnight Bun                                            | Hilary Winston                       | Eyal Gordin     | 15 listopada 2007    |
| Randy i Earl dostają od naczelnika 46 godzin na odnalezienie zbiega, którym jest ich kumpel Frank. Po serii złych decyzji i ich katastrofalnych skutków Randy musi w końcu uznać, że w ich duecie to nie on jest szefem. Franka udaje im się odnaleźć w swojej byłej przyczepie. Frank szuka w niej ukrytych pieniędzy, podczas gdy nagle zjawiają się tam oprócz braci jeszcze główni lokatorzy, Joy i Darnell oraz jej przyrodnia siostra z mężem i policyjny patrol. Dyskretna misja braci – sprowadzenie więźnia za kratki – zawisa na włosku. |           |                                                         |                                      |                 |                      |
| |           |                                                         |                                      |                 |                      |
| 58 | 11        | Burn Victim                                             | Michael Shipley                      | Gail Mancuso    | 29 listopada 2007    |
| Naczelnik, hojnie obdarowujący Earla za przysługi związane z prowadzeniem więzienia, ma dla niego nowe, trudne zadanie, niosące obietnicę skreślenia pół roku z wyroku. Aby ratować fatalną reputację naczelnika więzienia Earl musi nakłonić ofiarę przestępstwa i odbywającego karę sprawcę do spektakularnego pojednania w obecności dziennikarzy. Wybiera Johna "Artystę", który jako młody chłopak spalił rodzinny dom i omal nie zabił ojca i matki. John nie ma ochoty na pojednanie z rodzicami, ale zgadza się oszukać, aby Earl mógł dostać upragniony certyfikat skrócenia odsiadki. Jednak za swoją przysługę żąda w zamian bardzo kosztownej sprawy. Earl musi rozstrzygnąć dylemat czy opuścić niedługo więzienie bez grosza przy duszy, czy ocalić resztę pieniędzy z wygranej i męczyć się pół roku za kratkami. |           |                                                         |                                      |                 |                      |
| |           |                                                         |                                      |                 |                      |
| 59 | 12        | Early Release                                           | Jessica Goldstein & Chrissy Pietrosh | Jason Ensler    | 6 grudnia 2007       |
| Nadchodzi wymarzony dzień. Suma skróceń wyroku pozwala Earlowi opuścić więzienie. Przed bramą czekają Joy z Darnellem, Catalina i Randy, który zaplanował nawet specjalny układ choreograficzny na przywitanie brata na wolności. Jednak gdy Earl staje przy bramie, strażnik nie wypuszcza go. Naczelnik anulował certyfikaty, gdy zdał sobie sprawę, że bez Earla, więzienie znów stanie na głowie, a on straci odzyskaną reputację. Wściekły Earl planuje spektakularną ucieczkę, która kończy się katastrofą. Zamiast niego uciekają Frank i Paco, jego wspólnik, tak jak bracia Hickey niegdyś sublokator przyczepy Franka. |           |                                                         |                                      |                 |                      |
| |           |                                                         |                                      |                 |                      |
| 60 | 13        | Bad Earl                                                | Alan Kirschenbaum                    | Eyal Gordin     | 10 stycznia 2008     |
| Earl jest już na wolności. Odzyskuje swoją listę, jednak niechętnie próbuje do niej wracać. Zdaje sobie sprawę z tego, że Karma karała go tylko za zło, a za dobro, które przez dwa lata czynił nie dostał żadnego wynagrodzenia. Nie ma teraz gdzie mieszkać i co jeść. Randy namówił go, aby wybrał coś do naprawienia z listy. Zmusiło go to do tak wielkiej kompromitacji, że postanowił skończyć z Listą. Chciał się stać z powrotem "złym Earlem". Jego przyjaciołom się to nie spodobało, więc postanowili pomóc mu wrócić na właściwą drogę. Bezskutecznie. Zaczął od nich uciekać, na ulicy zobaczył żółty świstek. Okazało się, że to tylko papier po hamburgerze. Po chwili został potrącony przez samochód, którym jechała dziewczyna Franka (kumpla z więzienia), która dzięki niemu też postanowiła czynić dobro. Tak jak on, zostaje potrącona. |           |                                                         |                                      |                 |                      |
| |           |                                                         |                                      |                 |                      |
| 61 | 14        | I Won't Die With a Little Help from My Friends (Part 1) | Greg Garcia                          | Marc Buckland   | 3 kwietnia 2008      |
| Po Earla i Billie nadciąga pomoc. Niestety w Camden dostępna jest tylko jedna karetka pogotowia ratunkowego, więc sanitariusze decydują, aby Billie ratować pierwszą. Oboje są nieprzytomni, w tym czasie mózg Earla zaczyna tworzyć swoją własną rzeczywistość - jest gdzieś w latach 80., wiedzie spokojne i szczęśliwe życie z Billie jako swoją żoną, odwiedzają ich przyjaciele, a wszystko to jest przedstawione w formie sitcomu, który Earl oglądał będąc jeszcze dzieckiem. Tymczasem Randy nie mogąc pogodzić się z decyzją sanitariuszy kradnie karetkę i usiłuje odwieźć brata do szpitala. Po drodze zabiera przyjaciół, aby zajęli się jego reanimacją. Bezskutecznie. Catalina wierząc w złe duchy postanawia otworzyć tylne drzwi karetki, aby je uwolnić. Nosze wypadają przez nie wraz z Earlem i Joy na pokładzie. Trafiają pod maskę ciężarówki, kierująca kobieta nie zauważa ich i zaczyna pchać nosze aż do swojego domu. Joy wcześniej zeskoczyła, więc jej były małżonek został znów sam ze sobą. Poszukiwania kierowcy nie trwały długo. Kobieta o imieniu Sissy ukryła go w domu, by "używać go" jako swojego "męża". Przyjaciele Earla podstępem zabierają go stamtąd i ostatecznie dostarczają do szpitala. Diagnoza lekarza nie była dobra - dużo obrażeń wewnętrznych, wiele urazów, nie był w stanie powiedzieć czy ma jakiekolwiek szanse na przeżycie, w dodatku był w śpiączce. |           |                                                         |                                      |                 |                      |
| |           |                                                         |                                      |                 |                      |
| 62 | 15        | I Won't Die With a Little Help from My Friends (Part 2) | Bobby Bowman                         | Marc Buckland   | 3 kwietnia 2008      |
| -brak- |           |                                                         |                                      |                 |                      |
| |           |                                                         |                                      |                 |                      |
| 63 | 16        | Stole A Motorcycle                                      | Kat Likkel John Hoberg               | Eyal Gordin     | 10 kwietnia 2008     |
| -brak- |           |                                                         |                                      |                 |                      |
| |           |                                                         |                                      |                 |                      |
| 64 | 17        | No Heads And A Duffel Bag                               | Hunter Covington                     | Michael Fresco  | 17 kwietnia 2008     |
| -brak- |           |                                                         |                                      |                 |                      |
| |           |                                                         |                                      |                 |                      |
| 65 | 18        | Killerball                                              | Eyal Gordin                          | Matt Ward       | 24 kwietnia 2008     |
| -brak- |           |                                                         |                                      |                 |                      |
| |           |                                                         |                                      |                 |                      |
| 66 | 19        | Love Octagon                                            | Danielle Sanchez-Witzel              | Michael Fresco  | 1 maja 2008          |
| -brak- |           |                                                         |                                      |                 |                      |
| |           |                                                         |                                      |                 |                      |
| 67 | 20        | Girl Earl                                               | Ralph Greene                         | Eyal Gordin     | 8 maja 2008          |
| -brak- |           |                                                         |                                      |                 |                      |
| |           |                                                         |                                      |                 |                      |
| 68 | 21        | Camdenites – Part 1                                     | Michael Pennie Hilary Winston        | Michael Fresco  | 15 maja 2008         |
| -brak- |           |                                                         |                                      |                 |                      |
| |           |                                                         |                                      |                 |                      |
| 69 | 22        | Camdenites – Part 2                                     | Michael Pennie Hilary Winston        | Michael Fresco  | 15 maja 2008         |
| -brak- |           |                                                         |                                      |                 |                      |

## Sezon 4 (2008–2009)
| N/o    | N/o       | Oryginalny tytuł              | Scenarzysta                                          | Reżyser             | Pierwsza emisja      |
| L.p.   | W sezonie | Oryginalny tytuł              | Scenarzysta                                          | Reżyser             | Pierwsza emisja      |
| ------ | --------- | ----------------------------- | ---------------------------------------------------- | ------------------- | -------------------- |
|        |           |                               |                                                      |                     |                      |
| 70     | 1         | The Magic Hour                | Timothy Stack                                        | Eyal Gordin         | 25 września 2008     |
| -brak- |           |                               |                                                      |                     |                      |
|        |           |                               |                                                      |                     |                      |
| 71     | 2         | Monkeys Take a Bath           | Greg Garcia                                          | Greg Garcia         | 25 września 2008     |
| -brak- |           |                               |                                                      |                     |                      |
|        |           |                               |                                                      |                     |                      |
| 73     | 3         | Joy in a Bubble               | Jessica Goldstein Chrissy Pietrosh                   | Michael Fresco      | 2 października 2008  |
| -brak- |           |                               |                                                      |                     |                      |
|        |           |                               |                                                      |                     |                      |
| 74     | 4         | Stole an RV                   | John Hoberg Kat Likkel                               | Chris Koch          | 2 października 2008  |
| -brak- |           |                               |                                                      |                     |                      |
|        |           |                               |                                                      |                     |                      |
| 74     | 5         | Sweet Johnny                  | John Hoberg Kat Likkel                               | Eyal Gordin         | 9 października 2008  |
| -brak- |           |                               |                                                      |                     |                      |
|        |           |                               |                                                      |                     |                      |
| 75     | 6         | We've Got Spirit              | Hilary Winston                                       | Eyal Gordin         | 16 października 2008 |
| -brak- |           |                               |                                                      |                     |                      |
|        |           |                               |                                                      |                     |                      |
| 76     | 7         | Quit Your Snitchin'           | Matt Ward                                            | Chris Koch          | 23 października 2008 |
| -brak- |           |                               |                                                      |                     |                      |
|        |           |                               |                                                      |                     |                      |
| 77     | 8         | Little Bad Voodoo Brother     | Alan Kirschenbaum                                    | Chris Koch          | 30 października 2008 |
| -brak- |           |                               |                                                      |                     |                      |
|        |           |                               |                                                      |                     |                      |
| 78     | 9         | Sold a Guy a Lemon Car        | Michael Pennie                                       | John Putch          | 6 listopada 2008     |
| -brak- |           |                               |                                                      |                     |                      |
|        |           |                               |                                                      |                     |                      |
| 79     | 10        | Earl and Joy's Anniversary    | Danielle Sanchez-Witzel                              | Michael Fresco      | 13 listopada 2008    |
| -brak- |           |                               |                                                      |                     |                      |
|        |           |                               |                                                      |                     |                      |
| 80     | 11        | Nature's Game Show            | Hunter Covington                                     | Eyal Gordin         | 20 listopada 2008    |
| -brak- |           |                               |                                                      |                     |                      |
|        |           |                               |                                                      |                     |                      |
| 81     | 12        | Reading Is a Fundamental Case | Mike Mariano                                         | Michael Fresco      | 4 grudnia 2008       |
| -brak- |           |                               |                                                      |                     |                      |
|        |           |                               |                                                      |                     |                      |
| 82     | 13        | Orphan Earl                   | Michael Shipley                                      | Marc Buckland       | 11 grudnia 2008      |
| -brak- |           |                               |                                                      |                     |                      |
|        |           |                               |                                                      |                     |                      |
| 83     | 14        | Got the Babysitter Pregnant   | Vali Chandrasekaran                                  | Mike Mariano        | 8 stycznia 2009      |
| -brak- |           |                               |                                                      |                     |                      |
|        |           |                               |                                                      |                     |                      |
| 84     | 15        | Darnell Outed, Part 1         | Ralph Greene                                         | Eyal Gordin         | 15 stycznia 2009     |
| -brak- |           |                               |                                                      |                     |                      |
|        |           |                               |                                                      |                     |                      |
| 85     | 16        | Darnell Outed, Part 2         | Alan Kirschenbaum Jessica Goldstein Chrissy Pietrosh | Eyal Gordin         | 22 stycznia 2009     |
| -brak- |           |                               |                                                      |                     |                      |
|        |           |                               |                                                      |                     |                      |
| 86     | 17        | Randy's List Item             | Bobby Bowman                                         | Paul Burke Pedreira | 5 lutego 2009        |
| -brak- |           |                               |                                                      |                     |                      |
|        |           |                               |                                                      |                     |                      |
| 87     | 18        | Friends with Benefits         | Jessica Goldstein Chrissy Pietrosh                   | Allison Liddi-Brown | 12 lutego 2009       |
| -brak- |           |                               |                                                      |                     |                      |
|        |           |                               |                                                      |                     |                      |
| 88     | 19        | My Name Is Alias              | Matthew W. Thompson                                  | Eyal Gordin         | 19 lutego 2009       |
| -brak- |           |                               |                                                      |                     |                      |
|        |           |                               |                                                      |                     |                      |
| 89     | 20        | Chaz Dalton's Space Academy   | Hilary Winston                                       | Marc Buckland       | 5 marca 2009         |
| -brak- |           |                               |                                                      |                     |                      |
|        |           |                               |                                                      |                     |                      |
| 90     | 21        | Witch Lady                    | Michael Shipley Matt Ward                            | Eyal Gordin         | 19 marca 2009        |
| -brak- |           |                               |                                                      |                     |                      |
|        |           |                               |                                                      |                     |                      |
| 91     | 22        | Pinky                         | Greg Garcia                                          | Greg Garcia         | 26 marca 2009        |
| -brak- |           |                               |                                                      |                     |                      |
|        |           |                               |                                                      |                     |                      |
| 92     | 23        | Bullies                       | Vali Chandrasekaran Hunter Covington                 | Eyal Gordin         | 16 kwietnia 2009     |
| -brak- |           |                               |                                                      |                     |                      |
|        |           |                               |                                                      |                     |                      |
| 93     | 24        | Gospel                        | Mike Mariano                                         | Ken Whittingham     | 23 kwietnia 2009     |
| -brak- |           |                               |                                                      |                     |                      |
|        |           |                               |                                                      |                     |                      |
| 94     | 25        | Inside Probe, Part 1          |                                                      |                     | 30 kwietnia 2009     |
| -brak- |           |                               |                                                      |                     |                      |
|        |           |                               |                                                      |                     |                      |
| 95     | 26        | Inside Probe, Part 2          |                                                      |                     | 7 maja 2009          |
| -brak- |           |                               |                                                      |                     |                      |
|        |           |                               |                                                      |                     |                      |
| 96     | 27        | Dodge's Dad                   | Alan Kirschenbaum Danielle Sanchez-Witzel            | Chris Koch          | 14 maja 2009         |
| -brak- |           |                               |                                                      |                     |                      |